# オルガ・ナザロワ
オルガ・ナザロワ （Olga Nazarova、ベラルーシ語: Вольга Назарава、ロシア語: Ольга Назарова、1965年6月1日 - ）は、ソビエト連邦の陸上競技選手。ソウル、1992年バルセロナオリンピックの金メダリスト。

## 経歴
ナザロワは、1988年ソウルオリンピックに出場。400mでは、同国のオルガ・ブリズギナ、東ドイツのペトラ・ミュラーに次いで銅メダルを獲得。さらに、4×400mにも出場。彼女のほか、ブリズギナと、400mハードル銀メダルのタチアナ・レドフスカヤ、マリーナ・ピニギナとともに、3分15秒17の世界新記録のタイムで金メダルを獲得。このときに樹立した世界記録は2021年現在でも破られていない。
ナザロワは、4年後のバルセロナオリンピックでも、ソ連を受け継いだ統一チーム(EUN)から参加。4年前と同じ4×400mRに出場。ブリズギナ、エレーナ・ルジナ、リュドミラ・ジガロワとともに、2大会連続の金メダルを獲得した。